# Mirjam Pressler
Pour les articles homonymes, voir Pressler.
Mirjam Pressler, née le 18 juin 1940 à Darmstadt et morte le 16 janvier 2019 à Landshut, est une écrivaine et traductrice allemande.

## Biographie
Fille illégitime d'une mère juive, elle est élevée en famille d'accueil,. Enfant, sa seule distraction est la lecture. À l'âge de onze ans, elle est mise en orphelinat catholique puis part étudier la peinture à l'Académie des Beaux-Arts de l'Université Louis-et-Maximilien de Francfort-sur-le-Main et les langues à Munich. Après un mariage raté et quelques années passées dans un kibboutz en Israël, elle revient en Allemagne et s'installe à Munich. Elle tente de lancer un magasin de jeans mais, à l'âge de 40 ans, elle écrit et publie son premier roman pour enfants, Bitterschokolade à propos d'une jeune fille victime de boulimie qui se vend à 400 000 exemplaires,. Ses romans jeunesse s'intéresse à la vie des adolescents, à leurs problèmes et à leur famille. En tout, elle est l'autrice de plus de 40 ouvrages pour la jeunesse.
En 1991, elle traduit la première édition critique complète (sans les coupures effectuées par Otto Frank) du Journal d'Anne Frank, à la demande de la Maison Anne Frank, édition qui servira de base pour les traductions suivantes,. Après cette première traduction, elle écrit une biographie d'Anne Frank pour les enfants puis une biographie de toute la famille Frank.
Grâce à son roman, La promesse d'Hannah, cinq stolpersteine sont posées devant l'ancienne maison des héros de son roman en 2018.
Également traductrice, elle traduit les ouvrages depuis l'hébreu dont ceux d'Amos Oz, de Uri Orlev et Zeruya Shalev ainsi qu'une édition critique du Journal d'Anne Frank. Elle traduit aussi depuis le néerlandais dont Annie M.G. Schmidt, Mies Bouwhuys et Anja Meulenbelt.
Elle meurt le 16 janvier 2019 à Landshut après une longue maladie. Elle est enterrée dans le cimetière de Landshut. Son dernier roman, Dunkles Gold, sort à titre posthume en mars 2019.
En 2020, elle est à nouveau sélectionnée — à titre posthume cette fois — pour représenter son pays, l'Allemagne, pour le Prix Hans-Christian-Andersen, dans la catégorie Auteur, prix international danois. Elle a été sélectionnée à plusieurs reprises, dont 2018, et a été finaliste en 2014 et 2016.

## Publications
- Chocolat amer ((de) Bitterschokolade, Beltz & Gelberg, 1980), Pocket, 1998, trad. de Brigitte Déchin
- (de) Kratzer im Lack, Beltz & Gelberg, 1981

- Difficile à dire ((de) Nun red doch endlich, Beltz & Gelberg, 1981), L'École des loisirs, 1988
- (de) Stolperschritte, Spectrum, 1981
- (de) Novemberkatzen, Beltz & Gelberg, 1982
- (de) Zeit am Stiel, Beltz & Gelberg, 1982
- Catherine et compagnie ((de) Katharina und so weiter, Beltz & Gelberg, 1984), Actes sud junior, 1999
- Drôle de jour de chance ((de) Riesenkuß und Riesenglück, Oetinger, 1984), Hachette Jeunesse, 1992, trad. d'Anne Manago
- (de) Mit 64 stirbt man nicht, Fischer Taschenbuch, 1984
- (de) Nickel Vogelpfeifer, Beltz & Gelberg, 1986
- (de) Goethe in der Kiste, Loewe, 1987
- (de) Bär Brumm Bär, Maier, 1988
- (de) Sieben und eine Hex, Loewe, 1992
- Qui était Anne Frank ? L'histoire de sa vie ((de) Ich sehne mich so. Die Lebensgeschichte der Anne Frank, Beltz & Gelberg, 1992), Calmann-Lévy, 1995, réédité pour les enfants sous le titre Anne Frank, OSL, 2015

- (de) Der schönste Hund der Welt, Arena, 1992
- Mathilde n'a pas peur de l'orage ((de) Auch Vampire können sich irren und andere Geschichten zum Grusein, Arena, 1994), Actes sud junior, 1998, trad. de Sylvia Gehlert
- (de) Wenn das Glück kommt, muss man ihm einen Stuhl hinstellen, Beltz & Gelberg, 1994
- (de) Die wundersame Reise des kleinen Kröterichs (écrit avec Yaakov Shabtai), Hanser, 1998
- (de) Shylocks Tochter. Venedig im Jahre 1568, Ghetto von Venedig 5327/8, Alibaba, 1999
- (de) Ben und Lena freuen sich auf Weihnachten, Carlsen, 2000, ill. Dagmar Geisler
- (de) Malka Mai, Beltz & Gelberg, 2001
- (de) Für Isabel war es Liebe, Beltz & Gelberg, 2002
- (de) Die Zeit der schlafenden Hunde, Beltz & Gelberg, 2003
- Le poison des roses ((de) Rosengift, Bloomsbury, 2004), Calmann-Lévy, 2007, trad. de François Mathieu et Dominique Taffin-Jouhaud
- (de) Wundertütentage, Beltz & Gelberg, 2005

- (de) Alle Geschichten von Jessi, Beltz & Gelberg, 2006
- (de) Golem, stiller Bruder, Beltz & Gelberg, 2007
- (de) Nathan und seine Kinder, Beltz & Gelberg, 2009
- La famille Frank ((de) „Grüße und Küsse an alle“. Die Geschichte der Familie von Anne Frank, Fischer, 2009), Perrin, 2011, trad. d'Olivier Mannoni
- La promesse d'Hanna ((de) Ein Buch für Hanna, Beltz & Gelberg, 2011), Milan Jeunesse, 2006, trad. de Nelly Lemaire
- (de) Guten Morgen, gute Nacht, Beltz & Gelberg, 2011, ill. d'Helga Bansch
- (de) Wer morgens lacht, Beltz & Gelberg, 2013
- (de) Was wir schon alles können! podolino, 2016, ill. de Dagmar Geisler
- (de) Ich bin’s, Kitty. Aus dem Leben einer Katze, Beltz & Gelberg, 2018, ill. de Rotraut Susanne Berner
- (de) Spukgeschichten, Arena, 2018, ill. de Erhard Dietl
- (de) Dunkles Gold, Beltz & Gelberg, 2019

## Prix et distinctions
- 1994 : Prix de littérature pour la jeunesse allemand pour son travail de traduction
- 1995 : Prix de littérature pour la jeunesse allemand pour son roman Wenn das Glück kommt, muß man ihm einen Stuhl hinstellen dans la catégorie du meilleur livre pour enfants[16]
- 2001 : Médaille Carl Zuckmayer pour services rendus à la langue allemande[6]
- 2002 : Pro meritis scientiae et litterarum
- 2004 : Prix du livre allemand[6]
- 2004 (international) « Honour List »[17] de l' IBBY pour  Malka Mai
- 2010 : Prix de littérature pour la jeunesse allemand pour son œuvre
- 2013 : Médaille Ruber-Rosenzweig[8]
- 2015 : Prix de la traduction de la Foire du livre de Leipzig pour sa traduction du roman Judas de Amos Oz[9]
- 2017 : Prix de littérature de la ville de Munich[18]
- 2018 : Prix de la paix de la Fondation Geschwister Korn und Gerstenmann[19]
- 2018 : Grand-Croix de l'Ordre du Mérite de la République fédérale d'Allemagne[4]
- Plusieurs sélections Allemagne du Prix Hans-Christian-Andersen, dans la catégorie Auteur, dont 2018[15] et 2020[14] ; et finaliste 2014 et 2016[14].